# Gelachernes perspicillatus
Gelachernes perspicillatus är en spindeldjursart som beskrevs av Beier 1966. Gelachernes perspicillatus ingår i släktet Gelachernes och familjen blindklokrypare. Inga underarter finns listade i Catalogue of Life.